# Club Sport Emelec 2002
Questa voce raccoglie le informazioni riguardanti il Club Sport Emelec nelle competizioni ufficiali della stagione 2002.

## Stagione
L'Emelec replica la vittoria del titolo dopo quella ottenuta nella stagione precedente. Il terzo posto nell'Apertura consente al club di qualificarsi alla fase finale del campionato; nel Clausura chiude nella stessa posizione. Nella fase finale, un girone a 6 squadre, le 6 vittorie su 10 gare permettono all'Emelec di superare, a fine torneo, i rivali cittadini del Barcelona per un punto. La Coppa Libertadores si conclude con l'eliminazione al primo turno, durante il quale la formazione finisce ultima nel proprio gruppo.

## Maglie e sponsor
Lo sponsor tecnico è Reebok, mentre lo sponsor ufficiale è Cerveza Club.
| Casa | Trasferta |

## Rosa
| N. |                     | Ruolo | Calciatore          |
| -- | ------------------- | ----- | ------------------- |
|    | Ecuador (bandiera)  | P     | Rorys Aragón        |
|    | Ecuador (bandiera)  | P     | Marlon Díaz         |
|    | Ecuador (bandiera)  | P     | Daniel Viteri       |
|    | Ecuador (bandiera)  | D     | José Aguirre        |
|    | Ecuador (bandiera)  | D     | Pavel Caicedo       |
|    | Ecuador (bandiera)  | D     | Wilson Carabalí     |
|    | Ecuador (bandiera)  | D     | Franklin Corozo     |
|    | Ecuador (bandiera)  | D     | Vladimir Montaño    |
|    | Ecuador (bandiera)  | D     | Augusto Porozo      |
|    | Ecuador (bandiera)  | D     | Carlos Quiñónez     |
|    | Ecuador (bandiera)  | D     | Washington Sigüenza |
|    | Ecuador (bandiera)  | D     | Juan Triviño        |
|    | Ecuador (bandiera)  | D     | David Vilela        |
|    | Ecuador (bandiera)  | D     | Luis Zambrano       |
|    | Colombia (bandiera) | C     | Luis Arango         |
|    | Ecuador (bandiera)  | C     | Walter Ayoví        |

| N. |                     | Ruolo | Calciatore            |
| -- | ------------------- | ----- | --------------------- |
|    | Ecuador (bandiera)  | C     | Richard Borja         |
|    | Ecuador (bandiera)  | C     | Jaime Caicedo         |
|    | Ecuador (bandiera)  | C     | Moisés Candelario     |
|    | Ecuador (bandiera)  | C     | Carlos Hidalgo        |
|    | Ecuador (bandiera)  | C     | Rafael Manosalvas     |
|    | Ecuador (bandiera)  | C     | Luis Moreira          |
|    | Ecuador (bandiera)  | C     | Rafael Quiñónez       |
|    | Ecuador (bandiera)  | C     | Giancarlos Ramos      |
|    | Ecuador (bandiera)  | C     | Wellington Sánchez    |
|    | Ecuador (bandiera)  | A     | Darwin Caicedo        |
|    | Ecuador (bandiera)  | A     | Moisés Cuero          |
|    | Colombia (bandiera) | A     | Juan Carlos Jaramillo |
|    | Ecuador (bandiera)  | A     | Carlos Juárez         |
|    | Ecuador (bandiera)  | A     | Christian Peralta     |
|    | Ecuador (bandiera)  | A     | Otilino Tenorio       |

## Statistiche

### Statistiche di squadra
| Competizione       | Punti | Totale | Totale | Totale | Totale | Totale | Totale |
| Competizione       | Punti | G      | V      | N      | P      | Gf     | Gs     |
| ------------------ | ----- | ------ | ------ | ------ | ------ | ------ | ------ |
| Serie A            | 68    | 46     | 20     | 7      | 19     | 73     | 64     |
| Coppa Libertadores | 1     | 6      | 0      | 1      | 5      | 4      | 10     |
| Totale             | 69    | 52     | 20     | 8      | 24     | 77     | 74     |